# Maka
Maka fue un satrapía del imperio aqueménida y, posteriormente, de sus sucesores partos y sasánidas correspondiente al área que los griegos llamaban Gedrosia, en las áreas costeras desérticas de los actuales Pakistán y Baluchistán. Alternativamente, podría haber hecho referencia a los actuales Baréin, Catar y Emiratos árabes Unidos, más la mitad norte de Omán.
Maka era ya parte del imperio aqueménida antes del ascenso al trono de Darío el Grande en 522 a. C. ya que es listada en la inscripción de Behistún entre sus posesiones al heredar el trono. Es posible (pues no constan campañas de Cambises ni Esmerdis en la zona) que fuera conquistada por Ciro el Grande en 542 a. C. ya que dicho rey realizó campañas en el golfo Pérsico (parece haber perdido la mayoría de su ejército en el desierto de Gedrosia). Siguió siendo una satrapía hasta que las conquistas de Alejandro Magno, cuando pasó a ser independiente. Según Heródoto, los "Mykios" pertenecían al mismo distrito fiscal que los drangianos, thamanaos, utianos, sagartianos y "aquellos deporardos al golfo Pérsico".
Según Fleming, Maka, en el área de Gedrosia, puede ser considerada una de las satrapías indias del imperio aqueménida.

## Era aqueménida

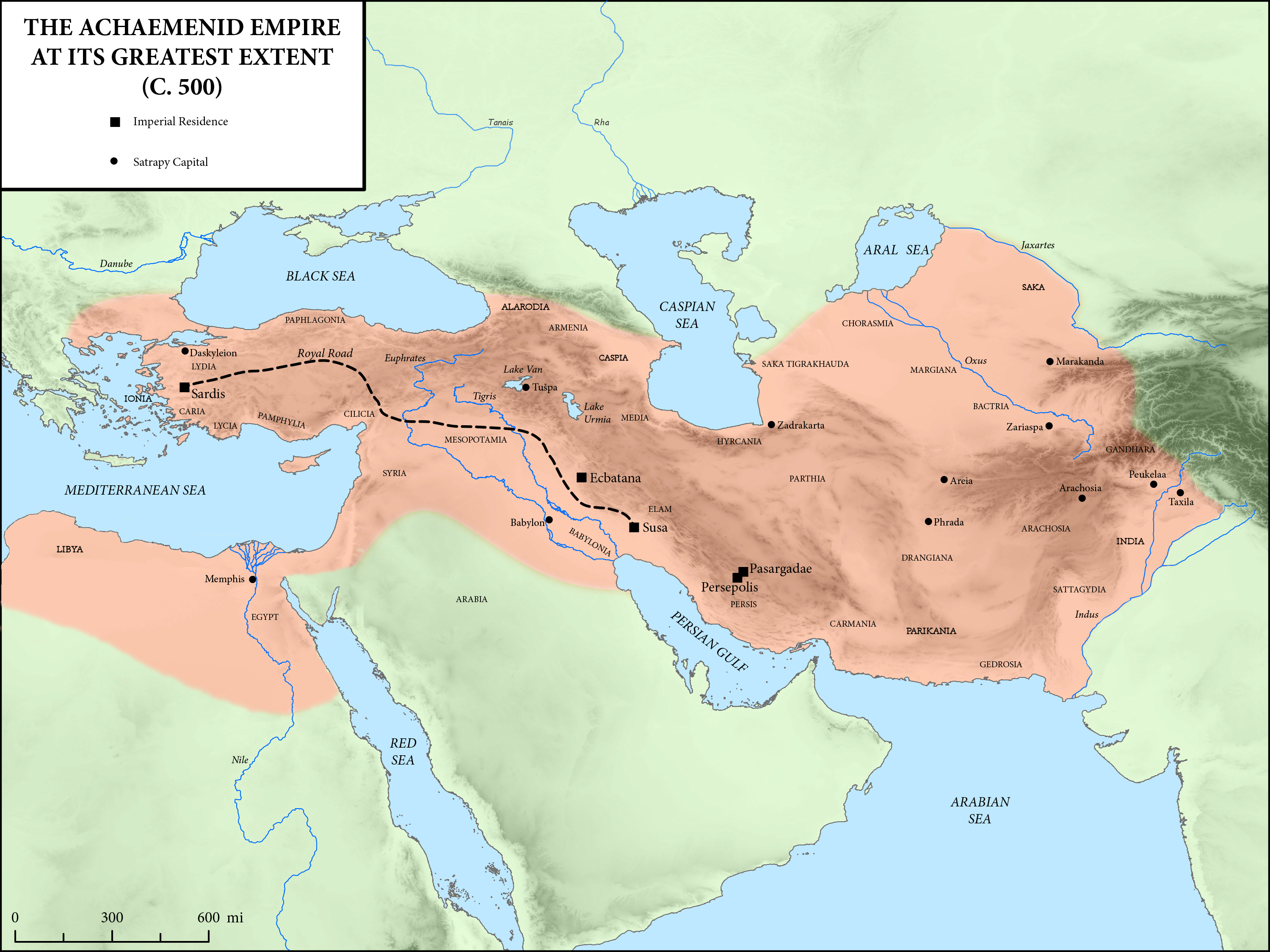
El imperio aqueménida en su cénit, incluyendo la región de Maka (Gedrosia en terminología griega)

Maka fue un satrapía importante desde tiempos de Ciro el Grande, fundador del aqueménida Imperio. Las rutas  babilonias a la India cruzaban Maka y tras la entronización de Darío I de Persia, según el historiador griego Heródoto, el nuevo rey quiso saber más sobre Asia. Deseó saber donde estaba la  desembocadura del Indo. Tras haber dirigido sus fuerzas de élite, compuestas de persas, medos y elamitas, contra los escitas de Asia Central, dirigió una campaña hacia Asia del Sur, conquistando Sind en 519 a. C. y convirtiéndola en su vigésima satrapía. Después de la caída del imperio aqueménida, Alejandro Magno también cruzó Maka en sus campañas indias. Su ejército marchó a través del duro desierto de Makra, perdiendo un gran número de soldados.
Heródoto en varias ocasiones menciona las contribuciones de los "mikios" que habitaban la porción oriental del imperio aqueménida. Se menciona a "los hombres de Maka" en la inscripción daiva, una del más importantes de época aqueménida. Estos sirvieron en el ejército de Jerjes el Grande en la batalla de las Termópilas y se les atribuyen invenciones como los viajes de agua y galerías de drenaje subterráneo para traer agua de un acuífero en el piedemonte a jardines y plantaciones en las llanuras. Al otro lado de Maka, las actuales regiones de Baluchistán y Sind pueden haberse independizado pues no son mencionadas por Arriano de Nicomedia en sus crónicas de las campañas de Alejandro Magno sino que solo se menciona sólo el lado omaní de Maka o "Maketa". Es posible que se rebelaran contra el gobierno de Jerjes.

## Galería

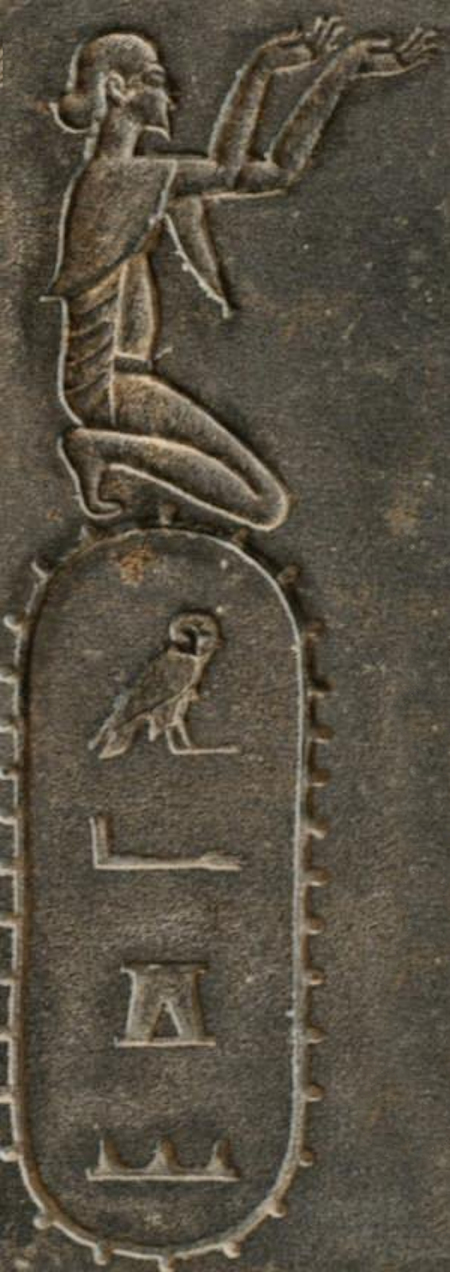
Maka (𓅓𓂝𓎼, M-ā-g) en la Estatua de Darío I.
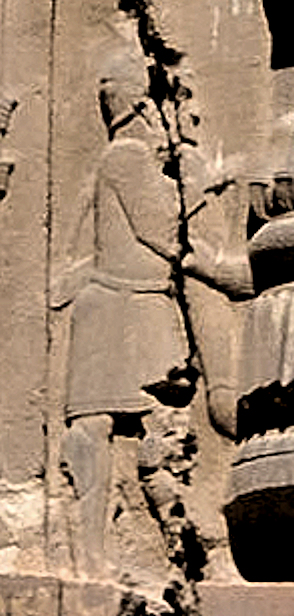
Relieve de un soldado de Maka en la tumba de Artajerjes I, c. 430 BC.
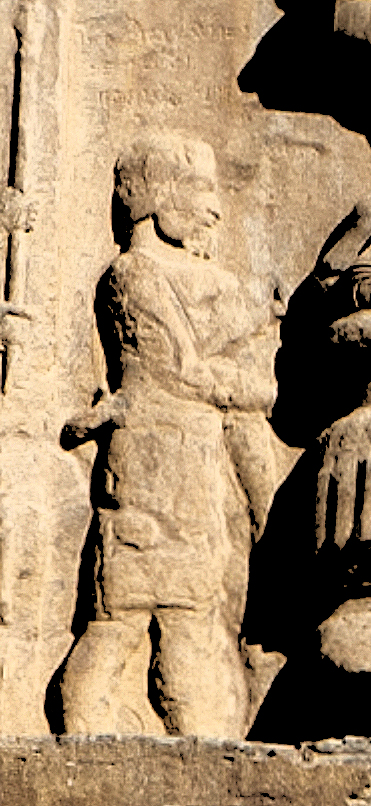
Relieve de un soldado de Maka con inscripción cuneiforme en la tumba de Artajerjes II, c. 360 BC.
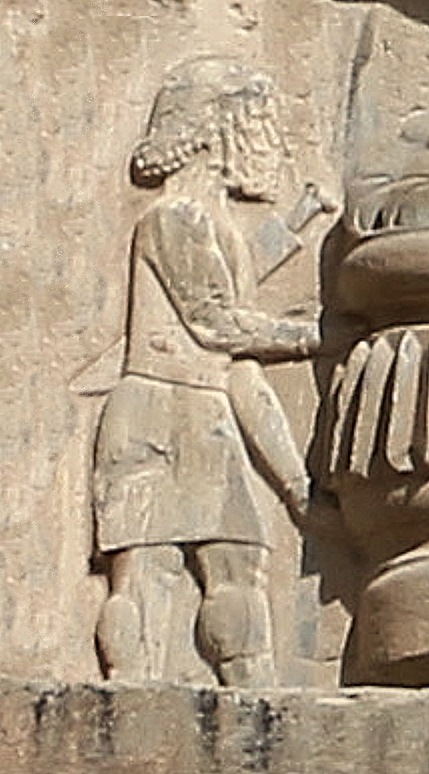
Relieve de un soldado de Maka en la tumba de Artajerjes III, c. 338 BC.